# بخش کومرسی
بخش کومرسی (به فرانسوی: Arrondissement de Commercy) یک بخش در فرانسه است که در موز واقع شده‌است.